# (7326) Tedbunch
(7326) Tedbunch est un astéroïde de la ceinture principale.

## Description
(7326) Tedbunch est un astéroïde de la ceinture principale. Il fut découvert le 24 octobre 1981 à l'observatoire Palomar par Schelte J. Bus. Il présente une orbite caractérisée par un demi-grand axe de 2,40 UA, une excentricité de 0,21 et une inclinaison de 11,0° par rapport à l'écliptique.

## Compléments